# 246 Dywizja Grenadierów Ludowych
246 Dywizja Grenadierów Ludowych (niem. 246. Volks-Grenadier-Division) – jedna z niemieckich dywizji grenadierów ludowych. Utworzona 15 września 1944 r. jako jednostka zastępcza dla zniszczonej 246 Dywizji Piechoty, w wyniku przemianowania 565 Dywizji Grenadierów Ludowych. Miejscem utworzenia dywizji był poligon w Milovicach. W październiku 1944 r. weszła po raz pierwszy do walki, w okolicy Akwizgranu (LXXXI Korpus Armijny, 7 Armia). Wzięła udział w ofensywie w Ardenach w składzie 5 Armii Pancernej. Do końca wojny walczyła jeszcze w składzie LXVII i XIII Korpusu Armijnego. W kwietniu 1945 roku w okolicach Frankfurtu nad Menem dostała się do niewoli amerykańskiej.

## Skład
1944
- 404  pułk grenadierów,
- 352  pułk grenadierów,
- 689  pułk grenadierów,
- 246  pułk artylerii,
- 246  batalion pionierów,
- 246  batalion fizylierów,
- 246  oddział przeciwpancerny,
- 246  oddział łączności,
- 239  polowy batalion zapasowy

## Dowódcy dywizji
- Oberst Gerhard Wilck IX1944 - 21 X 1944;
- Generalmajor Peter Körte XI1944 - 1 I 1945;
- Oberst List 1 I1945;
- Generalmajor dr. Walter Kühn 2 I 1945 - 1 IV 1945;
- Oberst Emil Heinrich Rentschler od 1 IV 1945;